# Frits Smit
Willem Frederik (Frits) Smit (Utrecht, 28 juni 1920 – Overveen, 16 juli 1944) was een Nederlandse verzetsstrijder tijdens de Tweede Wereldoorlog.

## Levensloop
Smit was in zijn woonplaats Zeist op Koninginnedag 1941 in aanvaring gekomen met de WA, de ordedienst van de NSB. Er werd een gummiknuppel bij hem aangetroffen waardoor hij veroordeeld werd tot een half jaar gevangenisstraf. Hij moest zich in december melden bij de strafgevangenis in Scheveningen. Samen met zijn boezemvriend Arie Stramrood besloot hij de benen te nemen.
In eerste instantie hoopte het duo in Friesland opgepikt te kunnen worden door een watervliegtuig uit Engeland. Toen dat plan niet doorging sloten ze zich aan bij het verzet. Ze werkten onder leiding van Jan Thijssen. In Friesland hielpen ze met het onderbrengen en verzorgen van onderduikers en waren zijdelings betrokken bij de overvallen op verschillende distributiekantoren. Later weken ze uit naar de Achterhoek. In 1943 overvielen ze het politiebureau van Soest en namen verschillende wapens mee.
Ergens in 1943 liepen Smit en Stramrood Johannes Post tegen het lijf. Hij vroeg het tweetal voor zijn verzetsgroep. Zij gingen op dat verzoek in en doken onder in Rijnsburg, waar Posts broer Henk predikant was. Smit werkte mee aan verschillende overvallen, onder andere in Lisse, Zwijndrecht en Maassluis. Hij was tevens actief voor de knokploeg van Marinus Post, een andere broer van Johannes. Tijdens de periode in Rijnsburg zat Smit op een gegeven moment te spelen met het pistool. Dat ging plotseling af en Smit werd geraakt in het been. Hij hield daardoor wekenlang last van zijn been.
Samen met Stramrood en Lambertus Wildschut was Smit op 11 maart 1944 verantwoordelijk voor de liquidatie van de politieman Hendrik Huizing in Beilen.
Smit nam deel aan de overval op het Huis van Bewaring I te Amsterdam (14-15 juli 1944). Hij werd op 16 juli 1944 in de duinen bij Overveen gefusilleerd. Onder de groep van veertien mannen die op die dag werd geëxecuteerd was onder meer de bekende verzetsstrijder Johannes Post. Alle slachtoffers werden aanvankelijk in een massagraf in de duinen begraven.
Later is Smits stoffelijk overschot overgebracht naar de Nieuwe Algemene Begraafplaats te Zeist, vak B, nummer 627. In Zeist is er een straat naar hem vernoemd, de W.F. Smitlaan, die onderdeel uitmaakt van de Verzetswijk.

## Persoonlijk
Smit was verloofd met Lies Benedictus, een koerierster uit de knokploeg van Marinus Post.